# Бишвалд
Бишвалд (пол. Byszwałd, нім. Bischwalde) — село в Польщі, у гміні Любава Ілавського повіту Вармінсько-Мазурського воєводства.
Населення — 634 особи (2011).
У 1975-1998 роках село належало до Ольштинського воєводства.

## Демографія
Демографічна структура станом на 31 березня 2011 року:
|          | Загалом | Допрацездатний вік | Працездатний вік | Постпрацездатний вік |
| -------- | ------- | ------------------ | ---------------- | -------------------- |
| Чоловіки | 316     | 94                 | 190              | 32                   |
| Жінки    | 318     | 88                 | 165              | 65                   |
| Разом    | 634     | 182                | 355              | 97                   |